# Conferentietolk

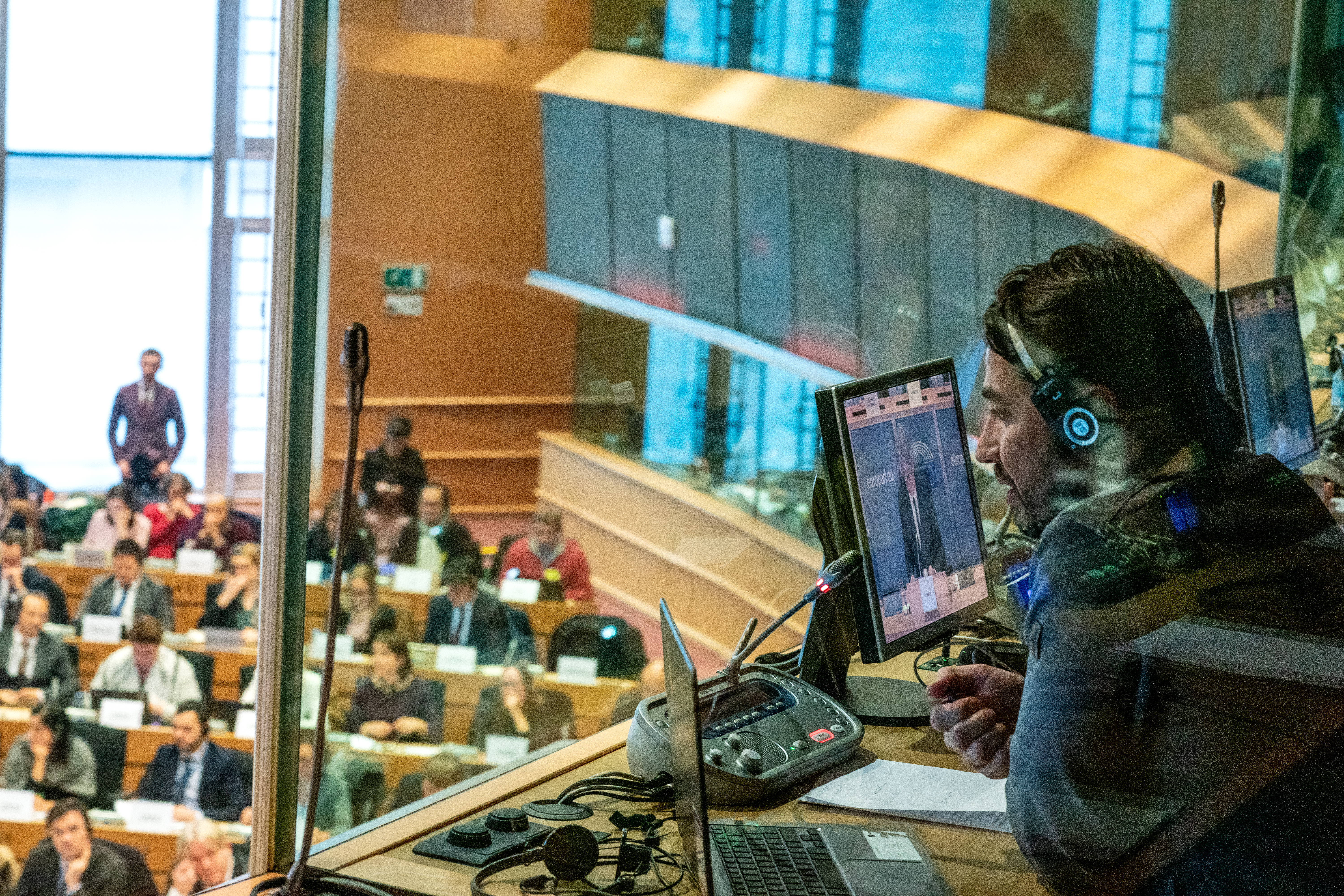
Simultaan tolken in een tolkcabine (József Antallgebouw, Europees Parlement)

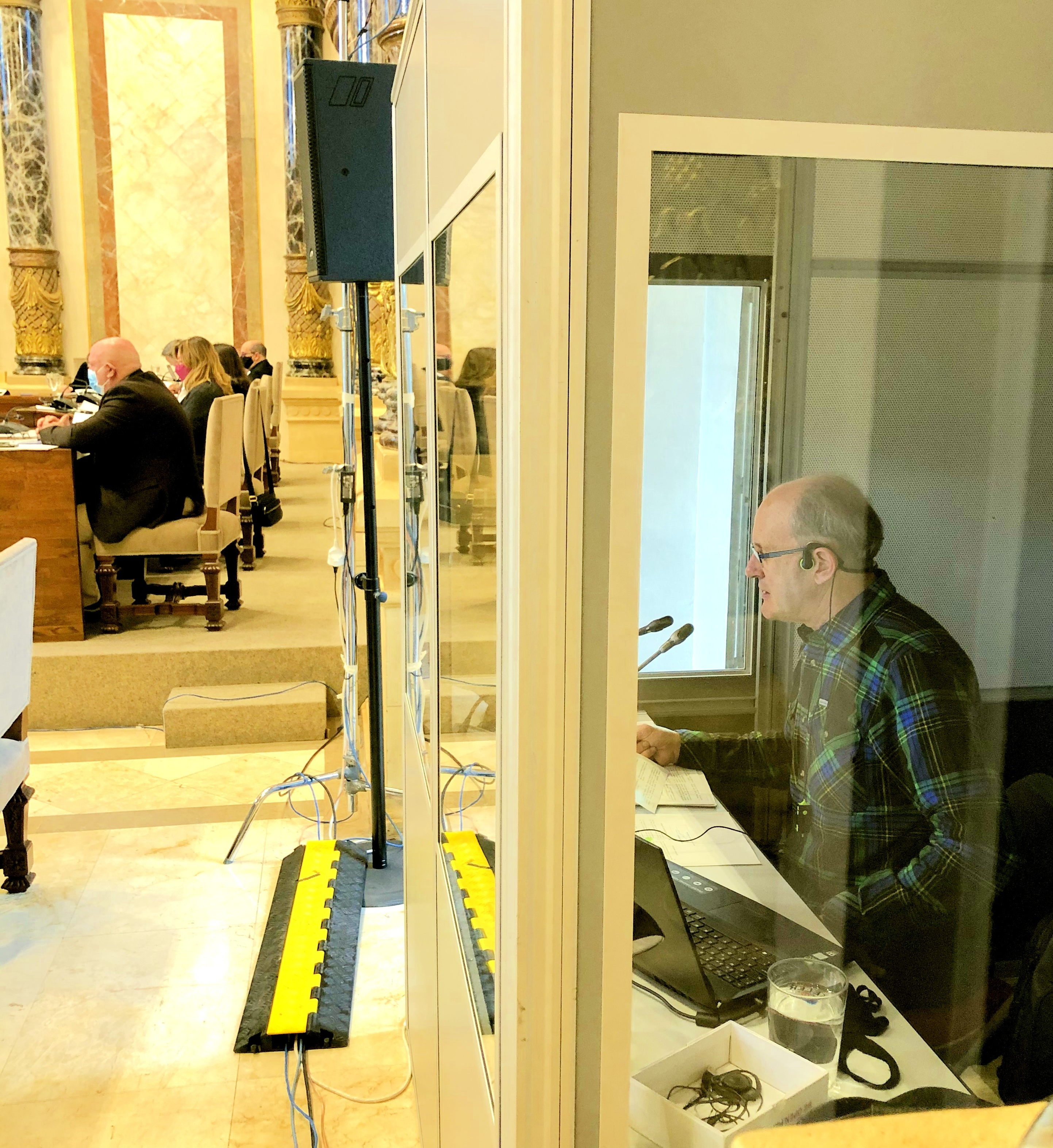
Conferentietolk aan het werk

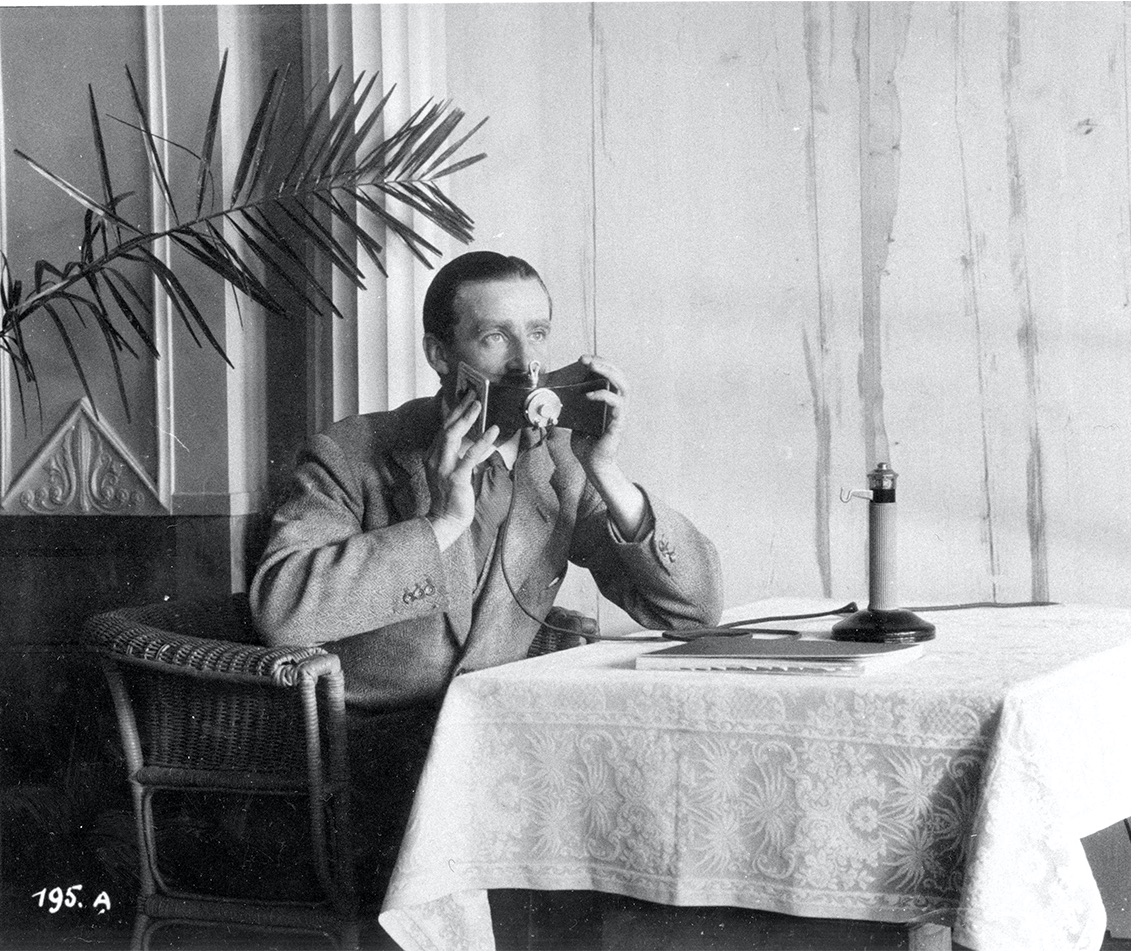
Gordon-Finlay test de Hushaphone, IAO, rond 1927

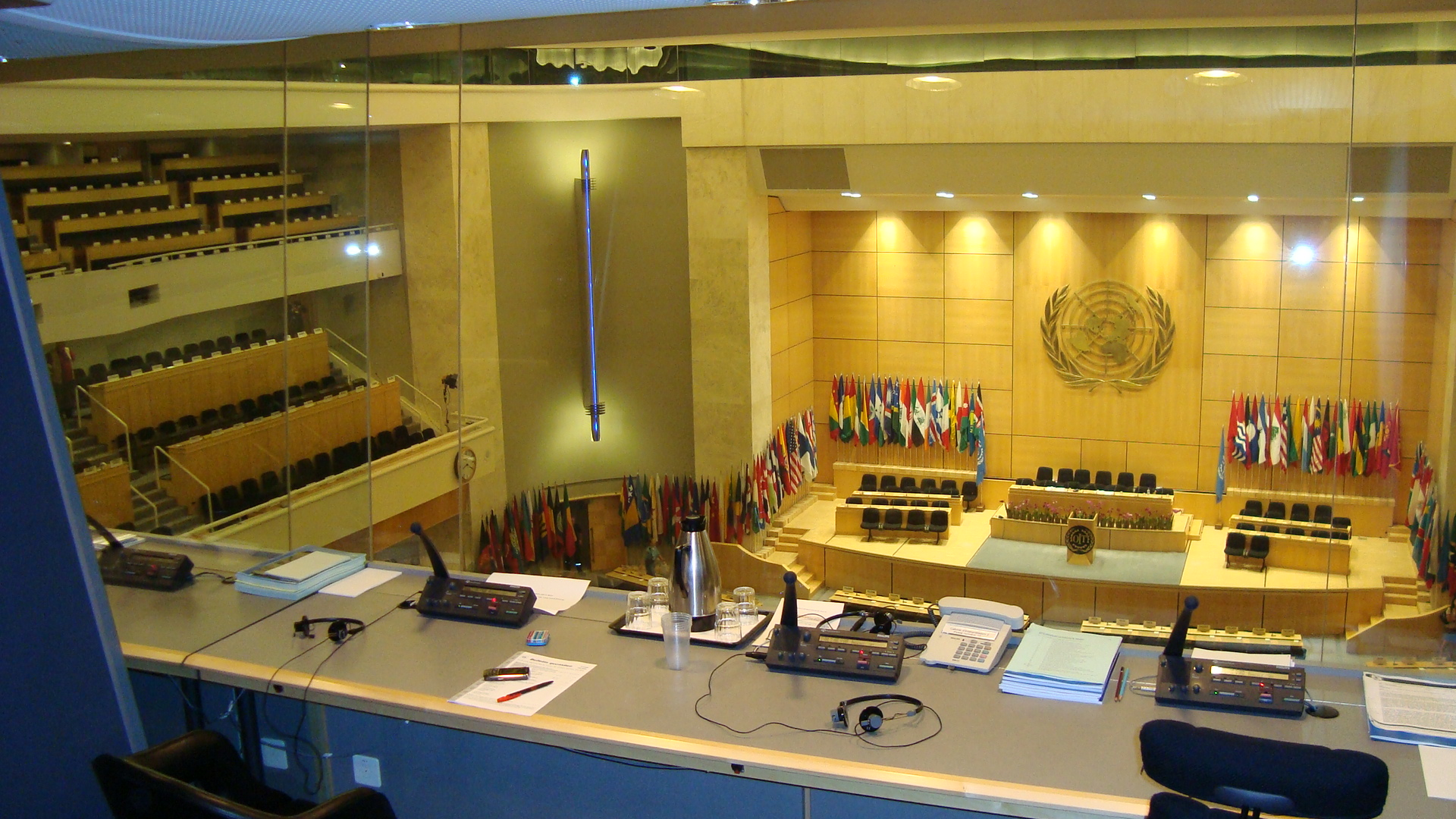
Tolkcabine bij de Verenigde Naties

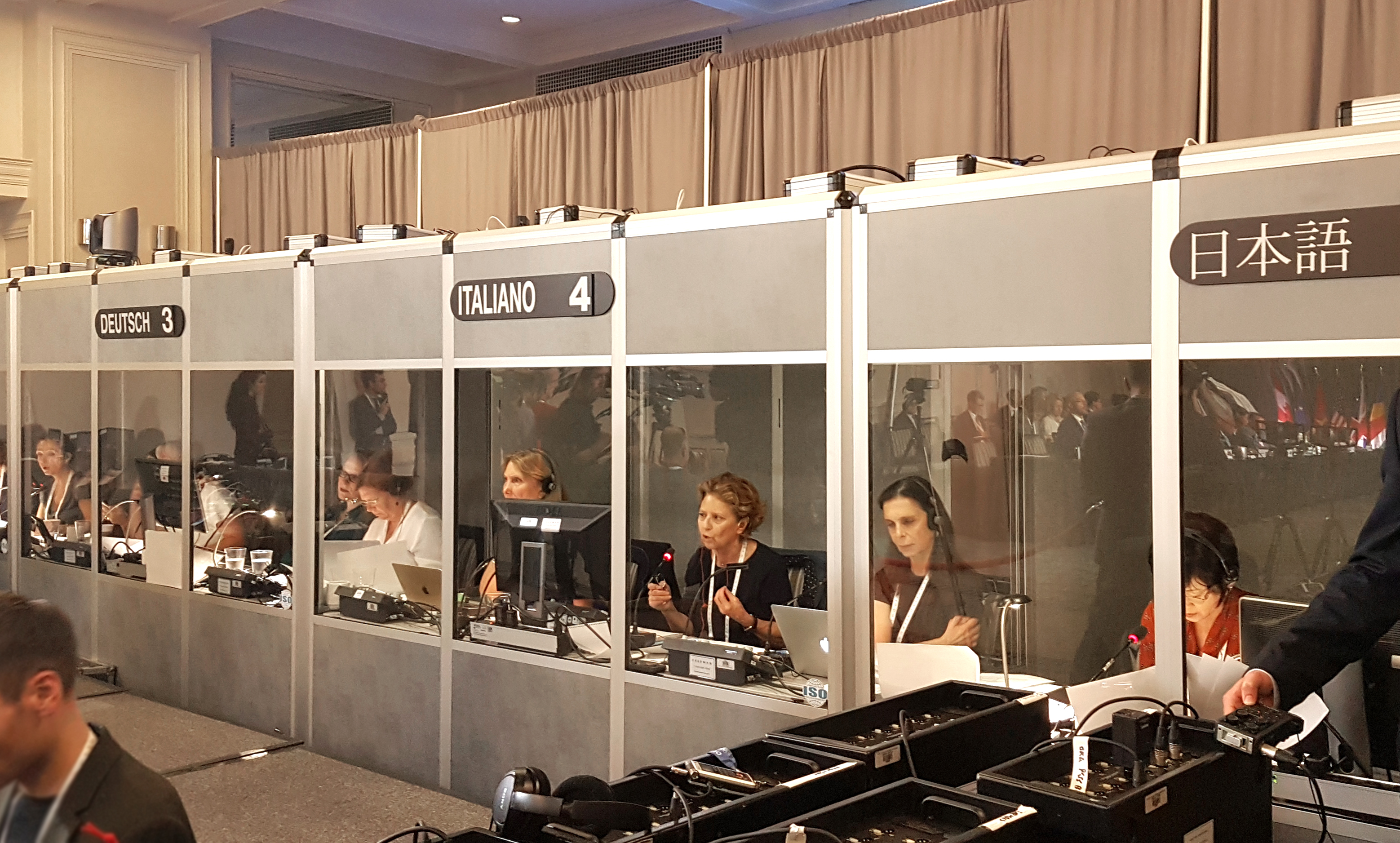
Conferentietolken bij de G7-conferentie in Halifax in 2018

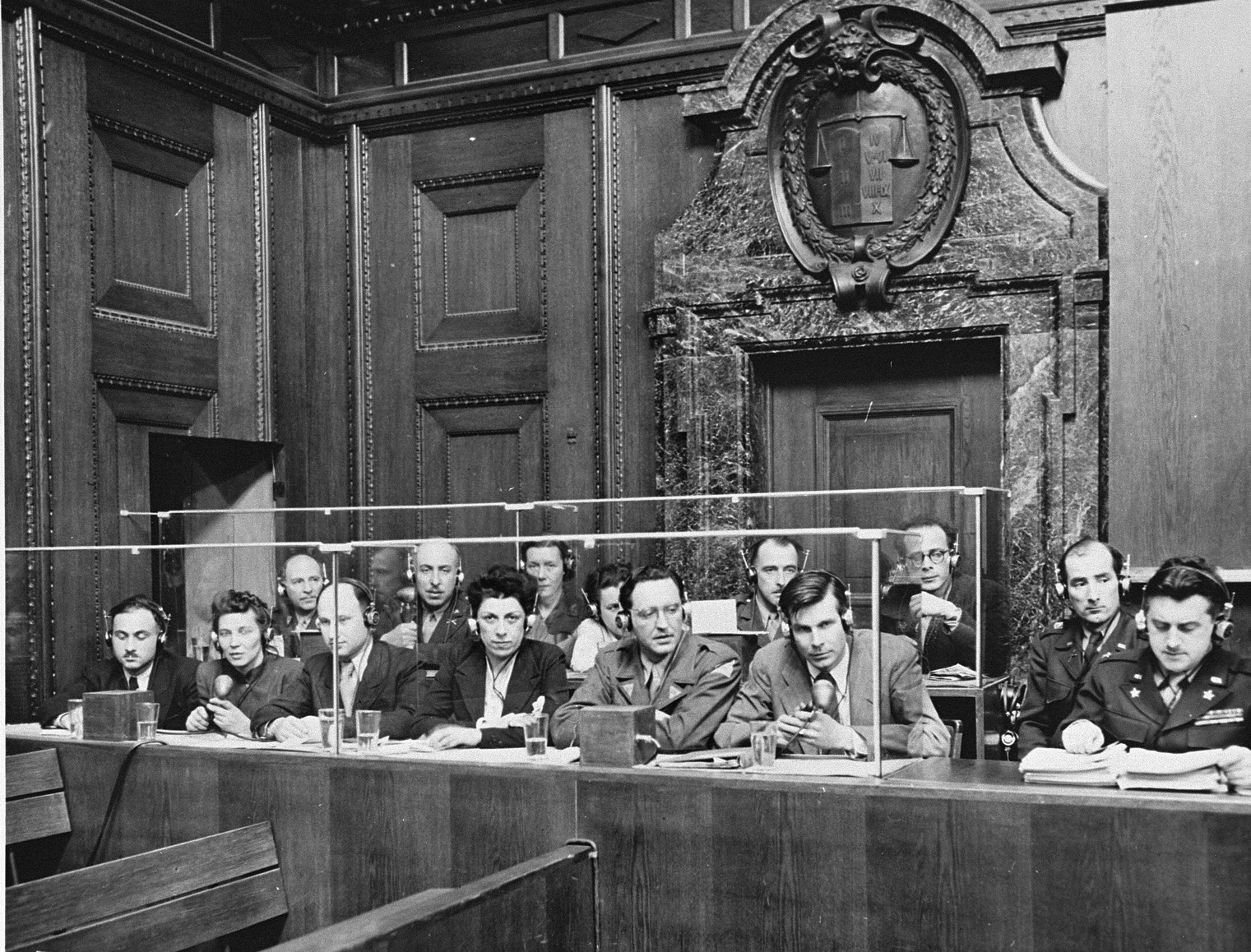
Tolken tijdens het Proces van Neurenberg

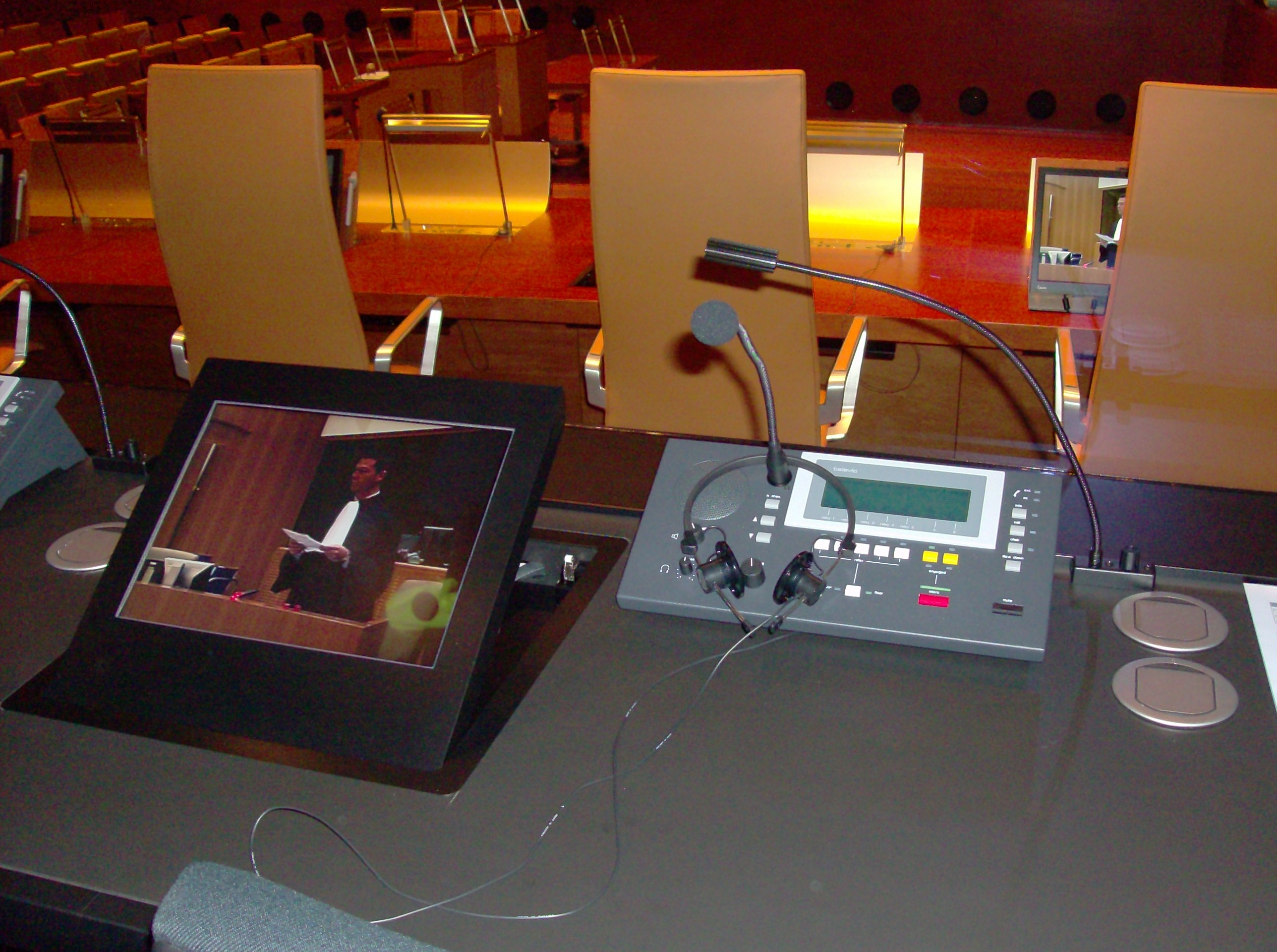
Een tolkcabine met tolkconsole in het Hof van Justitie van de Europese Unie

Een conferentietolk (soms ook congrestolk genoemd) is een tolk bij officiële gelegenheden, vergaderingen, conferenties en congressen, die per direct gesproken tekst omzet van de ene naar de andere taal.
Conferentietolken werken onder andere bij de tolkdiensten van de Europese Unie, de Verenigde Naties, de NAVO en tal van andere internationale organisaties. Bovendien is er ook vertolking in de parlementen van meertalige landen als België, Canada, India, Zwitserland en Spanje.

## Geschiedenis
Tolken als taalkundige bemiddelaars bestaan al eeuwenlang in verschillende culturen, onder andere in het oude Egypte. In 1551 stichtte de Republiek Venetië de Scuola dei giovani di lingua; in 1669 stichtte Frankrijk in Istanboel en Smyrna een École des jeunes de langues en in 1674 Oostenrijk-Hongarije een Sprachknaben-Institut, voor tolken bij de consulaten en ambassades in het Ottomaanse Rijk (het Ottomaanse Rijk leidde zelf ook drogmans op). Andere bekende voorbeelden van tolken zijn: Flavius Josephus (1ste eeuw), La Malinche (16de eeuw), Wojciech Bobowski (17de eeuw), Jean-Baptiste Adanson (18de eeuw), Einosuke Moriyama (19de eeuw). 
Vanaf de 18de eeuw namen jezuïeten in Parijs (Louis-le-Grand) en Wenen (Orientalische Akademie) de tolkopleidingen over. Het conferentietolken kwam op na de Eerste Wereldoorlog bij de Conferentie van Versailles, waar consecutief getolkt werd (vooral Engels en Frans), onder andere door Paul Mantoux (1877-1956) en Gustave Camerlynck. De nieuw opgerichte Volkenbond en Internationale Arbeidsorganisatie (IAO) hadden consecutieftolken in dienst. 
Vanaf 1925 werd er binnen de IAO ook geëxperimenteerd met simultaan tolken (Edward Filene financierde de door Alan Gordon-Finlay ontworpen Hushaphone-apparatuur voor "telefoontolken" die later door IBM werd gepatenteerd, waarbij een stenograaf een toespraak noteerde die nadien door een tolk van het blad werd vertaald). 
De techniek werd verder verfijnd (zonder stenograaf) en in 1928 werd in de IAO echt simultaan getolkt. De grote doorbraak van simultaan conferentietolken vond plaats tijdens de processen van Neurenberg in 1945-1946.
Organisaties als de Verenigde Naties, de Europese Gemeenschappen, Comecon en de Communistische Internationale begonnen daarna een beroep te doen op conferentietolken.
Bekende conferentietolken in de twintigste eeuw waren Paul Schmidt en Pavel Palazjtsjenko.

## Soorten conferentietolken
Een conferentietolk kan op verschillende manieren tolken.
Consecutief tolkenHierbij luistert de tolk eerst naar een van beide partijen en tolkt daarna voor de andere partij. Deze vorm van tolken komt binnen conferenties minder voor dan vroeger, maar is nog steeds gebruikelijk voor vergaderingen met een hoog technisch karakter, lunchvergaderingen, terreinbezoeken tijdens een missie of directe ontmoetingen tussen twee staatshoofden. Voor consecutieftolken wordt een bepaalde notitietechniek gebruikt, waarbij onder andere logische zinsverbanden in de kantlijn worden genoteerd, en elk idee of betekeniseenheid (vaak met symbolen en afkortingen) diagonaal wordt genoteerd in een S-V-O-structuur (Subject-Verbum-Object).
Simultaan tolkenHierbij zit de tolk met ten minste een collega in een geluidsdichte tolkcabine met tolkconsole waarin hij via zijn koptelefoon hoort wat de spreker zegt in de vreemde taal (C-taal). Met een décalage of ear-voice span (EVS) van enkele seconden zet de tolk de toespraak van zijn vreemde taal onmiddellijk om naar zijn moedertaal (het moedertaalprincipe). In de EU zitten de tolken meestal per moedertaal in een cabine. Tolken maken bij simultaan tolken (behalve van talenkennis, algemene kennis en geheugen) ook gebruik van specifieke tolktechnieken en bepaalde tools (waaronder glossaria of terminologiedatabanken zoals IATE).
RelaistolkenAls bijvoorbeeld een Nederlandstalige conferentiedeelnemer een Malteestalige wil begrijpen, dan heeft hij vertolking nodig uit het Maltees in het Nederlands. Als er op dat moment geen tolk beschikbaar is die Maltees in zijn/haar talencombinatie heeft (en dus rechtstreeks uit het Maltees in het Nederlands kan tolken), dan kan bijvoorbeeld een tolk Maltees-Engels de boodschap naar het Engels omzetten. Die vertolking wordt dan via een audiolink naar de tolkconsoles van de Nederlandstalige cabine doorgeschakeld en daar naar het Nederlands omgezet. Het Engels wordt dus gebruikt om een verbinding, 'relais', tussen beide talen tot stand te brengen.
RetourtolkenNormaal gezien zet een tolk een boodschap van een vreemde taal (C-taal) naar zijn moedertaal (A-taal) om. Bij retourtolken is dat omgekeerd: een tolk zet de boodschap vanuit zijn moedertaal (A-taal) om in de retourtaal/vreemde taal (B-taal). Dat kan enkel als de tolk die retourtaal (B-taal) op een zeer hoog niveau beheerst. In de EU worden retourtolken vaak gebruikt als relais (zie boven), vooral als er vanuit minder courante talen zoals het Ests moet worden getolkt. Dan zet bijvoorbeeld een Eststalige retourtolk de Estse boodschap in het Engels om en de Engelse vertolking wordt dan bijvoorbeeld in de Nederlandse cabine naar het Nederlands omgezet.
PivottolkenAls er maar een paar tolken een minder courante taal begrijpen, dan functioneren zij als zogenaamde pivot voor andere tolken. Via hen zetten andere tolken de boodschap volgens het relaisprincipe naar hun moedertaal om. Een weinig courante taal in de EU is bijvoorbeeld het Iers. De meeste Ierse tolken hebben daarnaast vooral Engels als combinatie: ze tolken dus van het Iers naar het Engels en de Engelse vertolking wordt dan als relais gebruikt voor de andere talen.
ChevaltolkenChevaltolken lijkt sterk op retourtolken, maar de werkwijze verschilt. Als een tolk zijn vreemde taal goed genoeg beheerst en de conferentie wordt maar in een paar talen getolkt, dan pendelt de tolk tussen twee tolkcabines. Op die manier kan er een tolk uitgespaard worden.
Asymmetrisch tolkenHierbij kunnen de deelnemers in hun eigen taal spreken, maar ze kunnen enkel een vertolking in een paar talen, vaak Engels, Frans en Duits, horen. De belangrijkste voorwaarde voor dit soort tolken is dat de deelnemers die vreemde talen begrijpen.
FluistertolkenHierbij zit of staat de tolk tussen de deelnemers en fluistert de boodschap in de doeltaal direct in hun oor. Dit soort tolken kan in een context waarin de deelnemers dicht bij elkaar staan.

## Opleiding

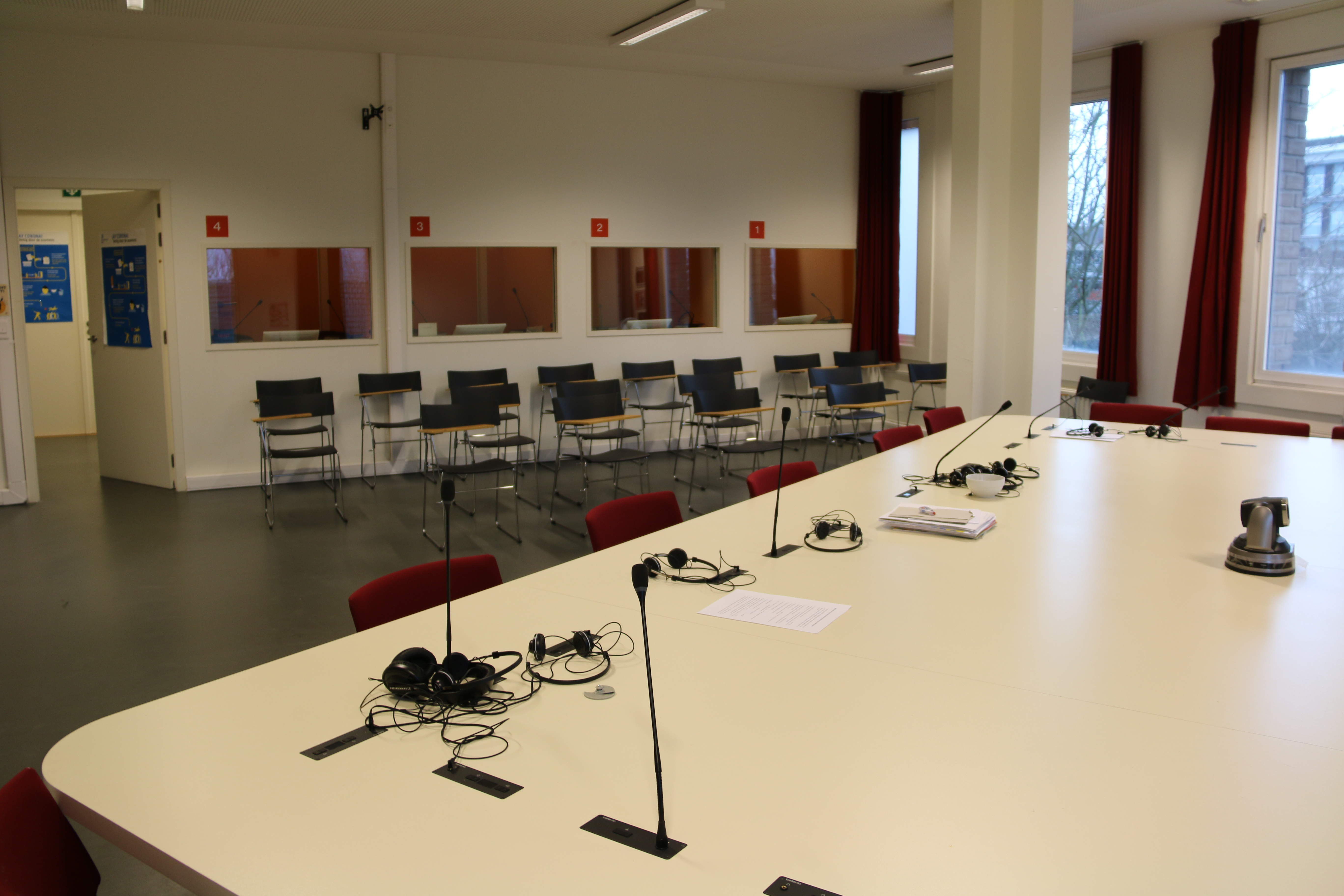
Postgraduaat Conferentietolken, Vakgroep Vertalen, Tolken en Communicatie (UGent)

De eerste moderne tolkopleiding werd in 1941 gesticht in Genève (École d'interprètes de Genève), nadien volgden opleidingen in onder andere Germersheim (1947) en Parijs (1951 en 1957).  De opleiding conferentietolk is in het Nederlandse taalgebied een postgraduaat. De opleiding omvat verschillende modules, waarin studenten met tolkapparatuur leren werken en de praktijk, deontologie en tolkpraktijk van conferentietolk leren. In de module tolkpraktijk leren de studenten in verschillende vakken om consecutief en simultaan te tolken van een vreemde taal naar het Nederlands (en eventueel omgekeerd).
In Vlaanderen kan de postgraduaatsopleiding conferentietolken voor Nederlands gevolgd worden bij twee universiteiten: de Vakgroep Vertalen, Tolken en Communicatie (UGent) en de Katholieke Universiteit Leuven Campus Brussel. In Nederland bestaat de opleiding niet. De tolkopleidingen zijn verenigd in het internationale universitaire samenwerkingsverband CIUTI (Conférence internationale permanente d'instituts universitaires de traducteurs et d'interprètes). Verschillende tolkopleidingen zijn verenigd in de European Masters in Conference Interpreting (EMCI).
AIIC is de internationale beroepsvereniging voor conferentietolken.
De tolkwetenschap is de wetenschappelijke discipline die (conferentie)tolken in al zijn aspecten bestudeert.

## Conferentietolken bij de Europese Unie

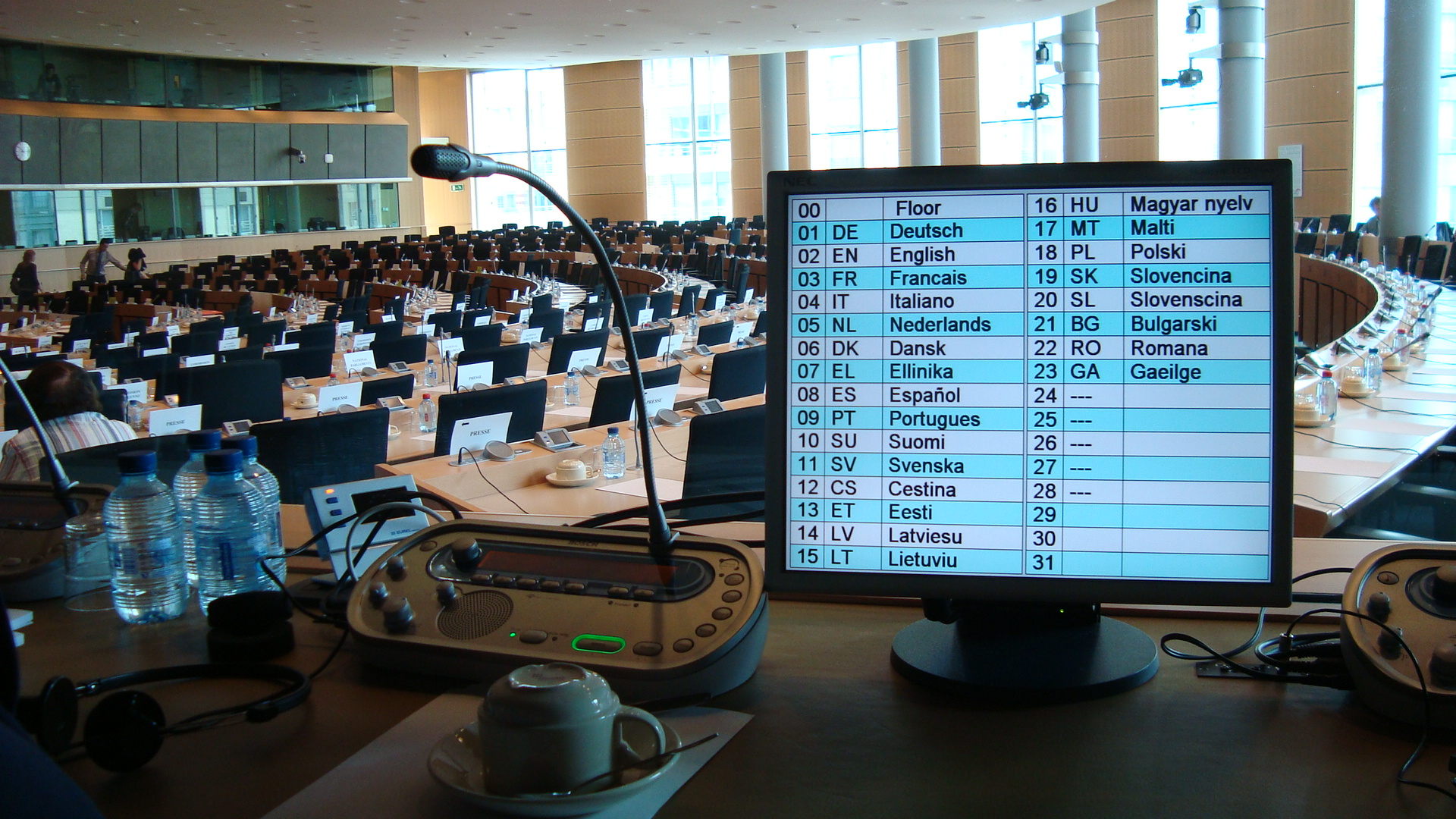
Een tolkcabine bij de Europese Unie (voor Kroatisch werd toegevoegd als 24ste officiële EU-taal)

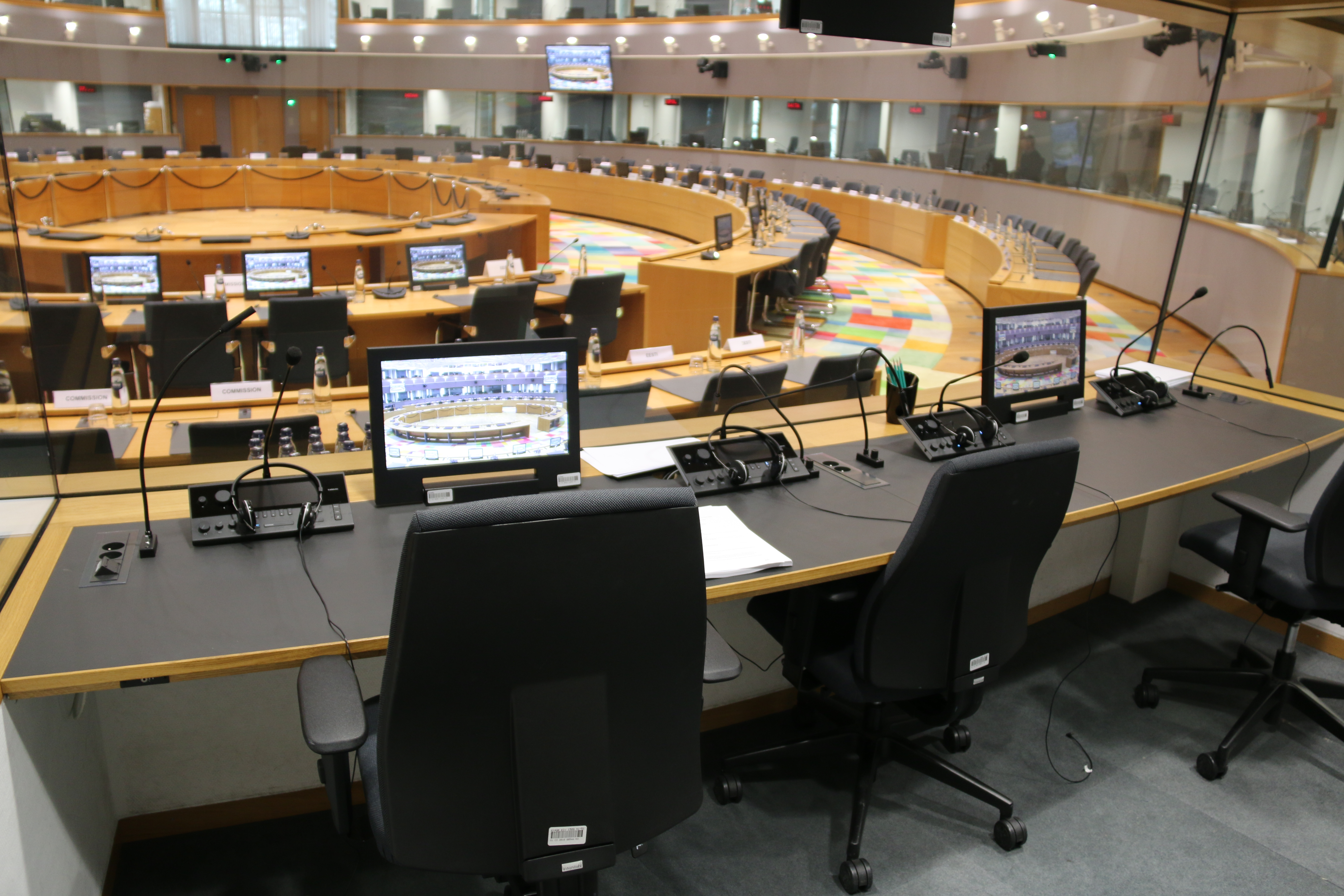
Een tolkcabine in het Europagebouw (Raad van de Europese Unie)

In de instellingen van de Europese Unie (EU) wordt getolkt (meestal simultaan vanuit een tolkcabine, bij terreinbezoeken en missies of speciale gelegenheden soms eens consecutief) uit en in de 24 officiële talen van de Europese Unie. Een EU-tolk heeft bij een conferentie een 'actieve' en een 'passieve' taal: de passieve taal (brontaal) is de taal die de tolk hoort en de actieve taal (doeltaal) is de taal waarnaar de tolk de boodschap omzet (in principe in de EU steeds de A-taal (moedertaal) van de tolk). 
Er zijn drie tolkdiensten actief binnen de instellingen van de EU:
- Directoraat-Generaal (DG) Tolken (of DG SCIC naar de vroegere Franse benaming Service Commun Interprétation et Conférences, hoofdkantoor in The One):[36][37] levert tolken voor de Raad van de Europese Unie, de Europese Commissie en verschillende andere instellingen, zoals de Europese Raad, het Comité van de Regio's, het Europees Economisch en Sociaal Comité, Europol en de Europese Investeringsbank.
- Directoraat-Generaal (DG) LINC (Directorate-General for Logistics and Interpretation for Conferences, hoofdkantoor in het Wilfried Martensgebouw):[38][39] levert tolken voor het Europees Parlement (en verschillende andere instellingen, zoals de Europese Rekenkamer, het Comité van de Regio’s, de Europese Ombudsman en de Europese toezichthouder voor gegevensbescherming).[40][41][42]
- Directie Tolken (CJEU-DI):[43] levert tolken voor het Hof van Justitie van de Europese Unie.[44]

De tolken kunnen werken in volledig fysieke vergaderingen (tolken en deelnemers zijn aanwezig in de vergaderzaal), hybride vergaderingen (sommige deelnemers zijn virtueel aanwezig, de tolken en sommige andere deelnemers zijn aanwezig in de vergaderzaal) of remote vergaderingen (alle deelnemers zijn virtueel aanwezig, de tolken zitten in de tolkencabines in de vergaderzaal).
Bij EU-conferenties is er altijd een bepaald talenbeleid. Het 'talenbeleid 24-24' staat voor: De conferentiedeelnemers kunnen alle talen van de EU gebruiken en een vertolking van die boodschap in alle talen horen. Voor zulke conferenties moeten er 69 of meer tolken aanwezig zijn.
Het taalbeleid 24-24 is een 'symmetrisch' taalbeleid. De twee andere mogelijkheden zijn een 'beperkt' (er wordt niet vanuit alle officiële EU-talen getolkt) en een 'asymmetrisch' taalbeleid (de deelnemers mogen allemaal hun eigen taal gebruiken, maar kunnen niet allemaal in hun eigen taal naar vertolking luisteren).
In de EU zijn er twee beroepsstatuten voor tolken: vast aangestelde (ambtenaren) en freelance tolken (ACI's (assistent-congrestolken) of hulpconferentietolken genoemd).
De Europese Unie stelt strenge toelatingsvoorwaarden aan conferentietolken. Die zijn onder andere:
- Een kandidaat moet over een diploma conferentietolken beschikken (in het Nederlandse taalgebied een Postgraduaatsdiploma Conferentietolken dus), of relevante ervaring hebben als conferentietolk en minstens een bachelordiploma bezitten. Als relevante ervaring tellen onder andere gerechtstolken, sociaal tolken niet, omdat die tolken een heel andere werkwijze hebben en meestal geen ervaring hebben met de apparatuur.
- De moedertaal perfect beheersen.
- Minstens twee vreemde EU-talen beheersen, waaronder verplicht het Engels.[47]

Tolken kunnen aan de slag voor de EU nadat ze geslaagd zijn voor de interinstitutionele accreditatietest (georganiseerd door de 3 tolkendiensten samen), waarbij uit elke vreemde taal een consecutief- en een simultaanproef wordt afgelegd naar de moedertaal.

## Conferentietolken bij de Verenigde Naties
Conferentietolken bij de Verenigde Naties werken in en uit de officiële VN-talen Arabisch, Chinees, Engels, Frans, Spaans, Russisch. De tolkendienst maakt deel uit van het Department for General Assembly and Conference Management (DGACM).  Tolken kunnen aan de slag bij de Verenigde Naties als ze slagen voor een examen (speeches van 5 à 10 minuten uit elke brontaal moeten daarbij simultaan getolkt worden), een universitair (tolk)diploma hebben en uit minstens een à twee officiële VN-talen naar hun moedertaal (ook een officiële VN-taal) kunnen tolken.

## Conferentietolken bij de NAVO
De Noord-Atlantische Verdragsorganisatie heeft bij de Interpretation Service 32 vaste tolken Engels en Frans in dienst, en doet ook een beroep op freelancetolken. Tolken Frans en Engels kunnen aan de slag bij de NAVO als ze slagen voor een examen (simultaantolken). 

## Conferentietolken bij de Raad van Europa
De tolkendienst van de Raad van Europa (Council of Europe Interpretation Department (CoE ID)/Service de l’Interprétation du Conseil de l'Europe (SI CdE)) verzorgt vertolking in en uit het Engels en het Frans, en op aanvraag ook in en uit andere talen. 

## Conferentietolken bij nationale en regionale parlementen
- In het Belgische federaal parlement wordt (sinds 24 juni 1936 in de Kamer en sinds 10 november 1936 in de Senaat) simultaan getolkt tussen Frans en Nederlands; België was daarmee het eerste land met parlementaire tolken. Op 26 november 1935 had Henri Carton de Wiart een pleidooi gehouden voor vertolking. [56][57][58][59] Er werd tussen 1937 en 1995 ook simultaan getolkt in de provincieraad van Brabant en sinds 1989 ook in het Brussels Parlement. Ook Brusselse gemeenteraden worden getolkt.
- In het Sri Lankaanse parlement wordt (sinds 1957) simultaan getolkt tussen Engels en Singalees en Tamil.[60]
- In het Singaporese parlement wordt (sinds 1959) simultaan getolkt tussen Engels, Maleisisch, Mandarijn en Tamil.[61]
- In het Canadese parlement wordt (sinds 1959) simultaan getolkt tussen Engels en Frans.[62][63][64] Er is ook simultaanvertolking beschikbaar uit en in inheemse talen (sinds 2008 in de Canadese Senaat en sinds 2019 in het Canadese House of Commons).[65][66] Sinds 2023 wordt er ook remote simultaan getolkt (RSI), waarbij de tolken niet in dezelfde ruimte aanwezig zijn als de sprekers.[67] In het parlement van New Brunswick wordt simultaan getolkt tussen Engels en Frans.
- In het Zwitserse parlement wordt simultaan getolkt tussen Duits en Frans (sinds 1960; het besluit was genomen in 1946) en Italiaans (sinds 2000). [68][69][70] In de Grote Raad van Graubünden wordt (sinds 2023) simultaan getolkt uit Duits, Italiaans en Retoromaans in Duits en Italiaans.[71][72] In de Grote Raad van Wallis en de Grote Raad van Bern wordt simultaan getolkt tussen Frans en Duits.[73][74]
- In het Indiase parlement wordt simultaan getolkt tussen Engels en Hindi (sinds 1964), en ook een twintigtal regionale talen. [75][76][77][78]
- In het Ierse parlement wordt (sinds 1972 in de Dáil en sinds 1990 in de Senaat) simultaan getolkt uit het Iers in het Engels. [79]
- In het Senegalese parlement wordt (sinds 2014) simultaan getolkt tussen Frans en Wolof, Diola, Malinké, Pular, Sérère, Soninké.[80]
- In het Nieuw-Zeelandse parlement wordt (sinds 2010) simultaan getolkt uit het Maori in het Engels.[81][82][83]
- In het Marokkaanse parlement wordt (sinds 2022) simultaan getolkt tussen Amazigh en Arabisch.[84][85][86]
- In het Spaanse parlement wordt (sinds 2011 in de Spaanse Senaat en sinds 2023 in het Spaanse Congres) uit Catalaans, Valenciaans, Baskisch en Galicisch simultaan getolkt naar het Spaans.[87][88][89][90][91][92][93] Er is ook simultaanvertolking uit het Baskisch in het Spaans in het Baskische parlement (sinds 1980) en in het parlement van Navarra.[94][95] [96][97]
- In het Finse parlement wordt simultaan en consecutief getolkt tussen Fins en Zweeds. [98]
- In het Welshe parlement wordt simultaan getolkt uit het Welsh in het Engels.[99]
- In het Parlement van Corsica wordt simultaan getolkt uit het Frans in het Corsicaans.[100]
- In het Zuid-Afrikaanse parlement wordt simultaan getolkt tussen de elf officiële talen. [101][102]
- In het Groenlandse parlement wordt simultaan getolkt tussen Groenlands en Deens.[103]
- In de provincieraad van Zuid-Tirol en in de regionale raad van Trentino-Zuid-Tirol wordt simultaan getolkt tussen Duits en Italiaans.[104] In de regionale raad van het Aostadal wordt simultaan getolkt tussen Frans en Italiaans. In de regionale raad van Friuli-Venezia Giulia wordt simultaan getolkt uit het Sloveens (en tot 2013 ook Friulaans) in het Italiaans.[105][106] In de gemeenteraad van Triëst wordt uit het Sloveens in het Italiaans getolkt.[107]
- In het Pakistaanse parlement wordt simultaan getolkt tussen Engels en Urdu.[108]
- In het parlement van Samoa wordt simultaan getolkt tussen Engels en Samoaans.[109]
- In het Kameroense parlement wordt simultaan getolkt tussen Engels en Frans.[110][111]
- In het Israëlische parlement wordt simultaan getolkt uit het Arabisch in het Hebreeuws.
- In het parlement van Eswatini wordt simultaan getolkt tussen Engels en Swazi.[112]
- In de Wetgevende Raad van Hongkong wordt simultaan getolkt tussen Engels, Standaardmandarijn en Standaardkantonees.[113]
- In het Maleisische parlement wordt simultaan getolkt tussen Maleisisch en Engels.[114]
- In het parlement van Fiji wordt simultaan getolkt tussen Engels, Fijisch en Fijisch-Hindoestani.[115]
- In het parlement van Papoea-Nieuw-Guinea wordt simultaan getolkt tussen Engels, Tok Pisin en Hiri Motu.[116]
- Bij vergaderingen van de Noordse Raad wordt getolkt tussen IJslands, Fins enerzijds en een andere Scandinavische taal (ofwel Zweeds ofwel Noors ofwel Deens, naargelang de moedertaal van de tolk) anderzijds.[117]